# بينيديكت زك
بينيديكت زك هو لاعب كرة قدم بولندي في مركز الدفاع، ولد في 29 نوفمبر 1996 في غانا. لعب مع لاسك لينتس.

## وصلات خارجية
- بينيديكت زك على موقع قاعدة بيانات كرة القدم.إي يو (الإنجليزية)
- بينيديكت زك على موقع Soccerway.com (الإنجليزية)
- بينيديكت زك على موقع عالم كرة القدم.نت (الإنجليزية)